# Eine fatale Familie
Eine fatale Familie ist ein 1942 entstandenes französisches Land- und Familiendrama von Jacques Becker. Das Drehbuch schrieb Pierre Véry nach seinem Roman Goupi-Mains Rouges.

## Handlung
Im Zentrum des Geschehens steht das Leben einer Großbauernfamilie im ländlichen Westen Frankreichs. Vier Generationen der Goupi-Familie leben auf dem Hof, in dem das Leben, abgeschieden vom großen Weltgeschehen, seinen ganz eigenen gemächlichen Gang geht. Trotz ständigen Gezänks hält man nach außen hin fest zusammen. Aufregungen verheißen nur seltene Veränderungen wie die der avisierte Ankunft vom Pariser Goupi-Mitglied Goupi-Monsieur, der heute am Bahnhof eintrudeln soll, um seine Cousine Goupi-Muguet zu ehelichen. Kaum ist der Pariser Verwandte eingetroffen, dreht sich die Ereignisspirale katapultartig nach oben, denn ein weiteres Familienmitglied, Goupi-Tisane, ist ermordet worden. Seitdem sind 10.000 Francs verschwunden. Schlagartig gerät der Neuankömmling in Verdacht, und Goupi-Monsieur wird daraufhin verhaftet.
Der im französischen Originaltitel genannte Goupi-Mains Rouges ist in der Gegend als Wilddieb unterwegs. Er lässt sich auf Bitten der nunmehr unbemannten Goupi-Muguet auf die Suche nach dem wahren Täter ein. Bei Goupi-Tonkin wird er fündig: er hat die Geldsumme gestohlen, Tisane aber nur deswegen umgebracht, weil sie den jungen Jean des Goupis verdroschen und gequält hat. Goupi-Tonkin versucht sich seiner Verhaftung zu entziehen, flieht vor der Polizei und kommt dabei ums Leben. Ganz en passant entdeckt Goupi-Mains Rouges den verschollen geglaubten Familienschatz und holt sich Rat beim 106-jährigen Familienoberhaupt Goupi-L'Empereur. Beide kommen zum Schluss, dass es besser sei, den Schatz erneut zu verstecken. Erst auf dem Sterbebett will der Alte seinem ältesten Sohn das Versteck verraten. Nach Goupi-Monsieurs Entlassung in die Freiheit, beschließen er und Goupi-Muguet, die Gegend zu verlassen und nach Paris zu ziehen.

## Produktionsnotizen
Eine fatale Familie wurde vom 10. Oktober bis zum 17. Dezember 1942 in den Studios Éclair unter der deutschen Besatzung gedreht. Die Außenaufnahmen entstanden in der Charente. Die Uraufführung erfolgte am 14. April 1943. In Deutschland lief der Film erst am 28. April 1960 an.

## Kritik
In Reclams Filmführer heißt es: „Die krude Geschichte ist für Jacques Becker nur ein Vorwand, um das Porträt einer Familie eigensinniger Bauern, einer Landschaft eines Milieus zu zeichnen. ‚Land‘ ist hier nicht Schauplatz der Idylle; es herrscht kein ländlicher Friede, sondern eine beklemmend echt eingefangene Atmosphäre der Gewalt und des Mißtrauens, verbunden mit einem bizarren Humor. Man spürt den Einfluß Jean Renoirs, bei dem Becker jahrelang assistiert hatte; aber Becker hat doch auch eine eigene, unverwechselbare Handschrift entwickelt.“
In Buchers Enzyklopädie des Films ist zu lesen: „Die realistische Erzählweise des Films …, die authentische Beschreibung ländlicher Lebensart und der herzliche Humor drücken Beckers anhaltende Verehrung für Renoir aus. In Frankreich fand der Film wegen der kargen Zeit der Besetzung durch seine starke Betonung der nationalen Identität großen Anklang; im Ausland dagegen wurde die dauerhafte Qualität dieses Films weitgehend unterschätzt.“
Georges Sadoul schrieb: „In dem Film Goupi Mains Rouges … war die Handlung nur ein Vorwand für die genaue und sorgfältige Zeichnung einer Familie von Großbauern. Die Herberge, das Haus des Wilddiebes, die Landschaft, die Lebensweise und die Menschen sind sehr echt geschildert. Der Film schien in sehr persönlichem Stil die große ‚Natur- und Sozialgeschichte‘ fortzusetzen, die Jean Renoir vor 1940 geschaffen hatte.“
Im Lexikon des Internationalen Films heißt es: „Mit skurrilem Humor und intelligenter Ironie zu einer glänzenden Milieu- und Charakterstudie gefaßt.“